# Basile Hopko
Basile Hopko (Hrabské, 21 avril 1904 - 23 juillet 1976, Prešov) était un prêtre tchécoslovaque de l'Église grecque-catholique ruthène, évêque auxiliaire de l'archéparchie de Prešov. Arrêté pendant les persécutions menées par le régime communiste contre le clergé catholique, il sera emprisonné pendant quatorze ans. Il est vénéré comme bienheureux et martyr par l'Église catholique. 

## Biographie
Basile Hopko naît à Hrabské, situé alors dans le Royaume de Hongrie. Il est baptisé dans l'Église grecque-catholique ruthène. Tombé malade dans sa jeunesse, il fait le vœu d'embrasser la prêtrise s'il est guéri. Ayant obtenu sa guérison, il entre au séminaire de Prešov et reçoit l'ordination sacerdotale en 1929, des mains de Pavol Peter Gojdič.
Nommé curé des fidèles de rite byzantin à Prague, il est ensuite nommé directeur spirituel du séminaire de Prešov en 1936. Dans le même temps, il poursuit ses études et obtient une maîtrise en théologie en 1940 auprès de l'université de Bratislava. Pendant la Seconde Guerre mondiale, il devient le secrétaire personnel de Mgr Gojdič et professeur de théologie morale au séminaire diocésain. Maître de vie spirituelle reconnu, il est l'auteur de nombreux ouvrages de spiritualité et sera le rédacteur d'un mensuel catholique. 
En 1947, il est nommé évêque auxiliaire de Prešov. Au début des années 1950, la République socialiste tchécoslovaque intensifie sa répression du clergé catholique, notamment à l'encontre de l'Église ruthène. Le 27 mars 1950, Mgr Gojdič et Mgr Hopko sont arrêtés et placés en isolement. L'emprisonnement de Basil Hopko va durer quatorze ans et devra subir de nombreuses pressions. On lui propose de le remettre en liberté s'il rompait avec le pape et l'Église catholique et se ralliait au Patriarcat de Moscou et de toute la Russie, qui était alors sous le contrôle du régime soviétique. Tenace dans sa foi catholique, c'est devant son refus qu'il est condamné à quinze ans de prison pour haute-trahison. Il sera transféré dans de nombreuses prisons, dans des résidences surveillées puis interné dans un monastère. Il subit de nombreuses humiliations et tortures. Mgr Hopko écrira : "Je considère mes jours de prison comme une éducation importante pour l’humilité et j'ai appris à être utile aux autres dans leurs besoins."
En 1964, il est libéré en raison de ses graves problèmes de santé. Le gouvernement communiste ne veut pas le laisser mourir en prison au risque d'en faire un martyr pour les fidèles catholiques. Sa condamnation sera annulée mais il ne sera pas réhabilité. Malade et épuisé aussi bien physiquement que psychologiquement, Basile Hopko loge chez un ami prêtre avant d'intégrer une maison de repos pour les religieux âgés. Il meurt le 23 juillet 1976 à Prešov. Son autopsie révèlera une forte dose d'arsenic dans ses os, un poison lui aurait donc été administrés par petites injections sur une longue durée. 

## Béatification
- Le 17 décembre 1994, la Congrégation pour les causes des saints autorise l'archéparchie de Prešov à introduire la cause en béatification et canonisation de Mgr Hopko. L'enquête diocésaine s'est clôturée le 24 mars 2001 et transférée à Rome pour y étudiée par le Saint-Siège.

- Le 7 juillet 2003, le pape Jean-Paul II reconnaît la mort in odium fidei et lui accorde le titre de martyr de la foi.

- Le 14 septembre 2003, il est béatifié à Bratislava pendant le voyage apostolique de Jean-Paul II en Slovaquie.

Mémoire liturgique fixée au 23 juillet.